# 赫利博凱 (盧漢斯克區)
48°18′57″N 39°28′1″E / 48.31583°N 39.46694°E
赫利博凯（烏克蘭語：Глибоке）是位於烏克蘭東部的村莊，由盧甘斯克州卢甘斯克区的青年近衛軍村市鎮負責管轄。該村始建於1934年，面積0.06平方公里，海拔高度174米，2001年人口50，人口密度每平方公里909.1人。